# Hyagnis meridionalis
Hyagnis meridionalis là một loài bọ cánh cứng trong họ Cerambycidae.